# 山中寅文
山中 寅文（やまなか とらふみ、1926年 - 2003年1月6日）は、日本の林業技術者、東京大学農学部技官。森林文化協会技術顧問。橋本龍太郎ともに、名誉森林インストラクターの称号を持つ。鹿児島県大口市生まれ。

## 経歴
1926年、鹿児島県生まれ。
1944年、鹿児島県立伊佐農林高校林学科卒業。
東京大学千葉演習林で1年間の研修を経て、東京大学農学部林学科森林植物学教室文部技官に就任。
小石川植物園に長く勤め、近所に住む幸田文と親しかった。縄文杉を見せるため、彼女を背負っていったこともあるという。1976年には彼女らとともに静岡県の大谷崩れを訪れ、そのときの体験が幸田文の「崩れ」に結実した。
1987年、東京大学を定年退職。
1992年、名誉森林インストラクターの称号を付与される。
長年、森林文化協会のグリーンセミナーや森林浴などで講師として活躍した。
また、東京大学・東京女子大学の学生が活動した緑の会で相談役をつとめるなどした。当時の会員に、阿部守一（のち長野県知事）、牧元幸司（のち宮崎県副知事）らがいる。
2003年1月6日、大腸癌のため死去。

## 著書・編書
- 山中寅文『植木の実生と育て方』誠文堂新光社、1975年。OCLC 703736519。全国書誌番号:69000727。
- 山中寅文編著『グリーンセミナー : たのしい自然観察の手帖』誠文堂新光社、1987年。ISBN 4-416-48707-X。